# Plectreurys tristis
Plectreurys tristis is een spinnensoort uit de familie Plectreuridae. De soort komt voor in de Verenigde Staten en Mexico.